# Aéroport international de Düsseldorf

Plan d'Aéroport

Pour les articles homonymes, voir DUS.
L'aéroport international de Düsseldorf (code IATA : DUS • code OACI : EDDL) est situé à 8 km au nord de Düsseldorf. Inauguré le 19 avril 1927, il dessert aujourd'hui 180 destinations et accueille 70 compagnies aériennes. Chaque jour, environ 500 avions décollent ou atterrissent de l'aéroport et avec plus de 24 millions de voyageurs en 2018, c'est, après les aéroports de Francfort et Munich, le troisième aéroport allemand.

## Historique
- 1927, l'aéroport a été ouvert le 19 avril, après deux ans de construction. Cependant, le premier aeronef à débarquer à Düsseldorf fut un Zeppelin le LZ-III en 1909.
- 1950 : la piste principale est prolongée pour atteindre 2 475 mètres.
- 1964 : la planification commence pour la construction d'un nouveau bâtiment, portant la capacité à 1,4 million de passagers.
- 1969 : la piste principale est rallongée pour atteindre 3 000 mètres.
- 1972 : pour diminuer la pollution par le bruit, un contrat avec les communes environnantes interdit de planifier un vol de jets entre 23 h 0 et 6 h 0. Le trafic par avion de nuit a été déjà interdit depuis 1970.
- 1973 : le nouveau bâtiment central et l'aile B sont ouverts.
- 1975 : le raccordement de chemin de fer entre la station centrale de Düsseldorf et l'aéroport commence.
- 1977 : la construction de l'aile A est accomplie.
- 1986 : 8,22 millions de passagers utilisent l'aéroport, il devient ainsi le 2e aéroport le plus fréquenté d'Allemagne. L'aile C est ouverte.
- 1992 : 12,3 millions de passagers utilisent l'aéroport. Une deuxième piste de 2 700 mètres de longueur est construite.
- 1996, 11 avril : un feu éclate sur le toit de l'aile A, provoqué probablement par des travaux de soudure. 17 personnes meurent, la plupart en raison de l'inhalation de fumée, avec, en plus beaucoup de blessés. On estime que les dommages à l'aéroport coûtent des centaines de millions de marks. Durant l'incendie, des passagers sont logés dans de grandes tentes. En novembre, l'aile C est rouverte au public, avec trois halls de départ.Incendie de l'aéroport de Düsseldorf
- 1997 : début de la construction d'une gare grandes lignes à l'est de l'aéroport.
- 1998 : l'aile A, remise en état, est rouverte. L'aéroport change son nom « Düsseldorf Rhein-Ruhr » pour « Düsseldorf international ». La reconstruction du bâtiment central et de l'aile B commence.
- 1999 : Création d'un parc de stationnement souterrain sous le bâtiment central, en tant qu'élément du programme « aéroport 2000+ »
- 2000 : en mai, la nouvelle « gare de l'aéroport de Düsseldorf » est ouverte, permettant de porter la capacité à 300 départs de train quotidiennement. 16 millions de passagers utilisent l'aéroport cette année ; Düsseldorf est le troisième plus grand aéroport en Allemagne.
- 2001 : en mars, les nouveaux halls de départs et l'aile B sont ouverts après deux ans et demi de construction.
- 2002 : le service d'autobus de navette est remplacé par un monorail suspendu appelé SkyTrain reliant le bâtiment du terminal à la station de train grandes lignes. Le monorail fait 2,5 kilomètres de long entre le terminal et la station à une vitesse maximum de 50 km/h. Le système a été développé par Siemens et est basé sur le type H-Bahn semblable aux deux lignes de Dortmund du campus universitaire.
- 2006, 12 novembre : un Airbus A 380 se pose à Düsseldorf.

## Situation
| Berlin · Brandebourg EuroAirport Basel-Mulhouse-Freiburg Freiburg · City Brême Cassel Cologne · Bonn Dortmund Dresde Düsseldorf Erfurt Francfort-Hahn Francfort · sur-le-Main Friedrichshafen Hambourg Hanovre Heringsdorf Karlsruhe · Baden-Baden Leipzig Lübeck Memmingen Munich Münster · Osnabrück Nuremberg Paderborn · Lippstadt Rostock Sarrebruck Stuttgart Sylt Weeze Mannheim |

## Compagnies aériennes et destinations

### Passagers
| Compagnies                    | Destinations |
| ----------------------------- | --- |
| Aegean Airlines               | Athènes E.-Venizélos, Thessalonique-Makedonía En saison : Héraklion-N. Kazantzákis |
| Aer Lingus                    | Dublin |
| Air Albania                   | En saison: Tirana-Mère-Teresa |
| airBaltic                     | Riga |
| Air Cairo                     | En saison : Hurghada, Marsa Alam |
| Air France                    | Paris-Charles de Gaulle |
| Air Moldova                   | Chișinău |
| Air Serbia                    | Belgrade-Nikola-Tesla |
| AJet                          | Antalya, Istanbul-S. Gökçen En saison : Ankara Esenboğa |
| Austrian Airlines             | Vienne-Schwechat |
| British Airways               | Londres-City, Londres-Heathrow |
| Bulgarian Air Charter         | En saison charter : Bourgas, Varna |
| Condor                        | - Fuerteventura, - Hurghada, - Lanzarote-Arrecife, - La Palma, - Las Palmas/Gran Canaria, - Madère-C. Ronaldo, - Palma de Majorque, - Souleimaniye, - Ténériffe-Sud Reine Sofia En saison : - Agadir-Al Massira, - Alicante-Elche, - Almeria, - Antalya, - Athènes E.-Venizélos, - Beyrouth-Rafic Hariri, - Corfou-I. Kapodístrias, - Faro, - Héraklion-N. Kazantzákis, - Jerez de la Frontera, - Karpathos, - Kavala-Alexandre le Grand, - Céphalonie, - Kos, - La Canée I.-Daskaloyánnis, - Split, - Larnaca, - Malaga-Costa del Sol, - Nice-Côte d'Azur, - Olbia-Costa Smeralda, - Prévéza-Aktion, - Rhodes-Diagoras, - Rijeka, - Sámos-Aristarque, - Skiathos-A. Papadiamándis, - Split, - Zante D.-Solomós En saison charter : - Abou Dabi, - Bridgetown-Grantley-Adams, - Dubaï Al Maktoum, - Martinique A. Césaire, - Montego Bay-Donald Sangster, - Priština, - Punta Cana |
| Corendon Airlines             | Antalya, Fuerteventura, Hurghada, Las Palmas/Gran Canaria, Ténériffe-Sud Reine Sofia En saison : - Adana-Sakirpasa, - Ankara Esenboğa, - Bodrum-Milas, - Corfou-I. Kapodístrias, - Héraklion-N. Kazantzákis, - Izmir-A. Menderes, - Kayseri-Erkilet, - Kos, - Lanzarote-Arrecife, - Larnaca, - Marsa Alam, - Nador, - Palma de Majorque, - Rhodes-Diagoras, - Samsun-Çarşamba, - Trabzon/Trébizonde, - Zonguldak (en) |
| Croatia Airlines              | En saison : Split |
| Delta Air Lines               | Atlanta H.-Jackson |
| easyJet                       | Édimbourg, Londres-Gatwick, Nice-Côte d'Azur |
| EgyptAir                      | Le Caire |
| Emirates                      | Dubaï |
| Etihad Airways                | Abou Dabi |
| European Air Charter          | En saison charter: Bourgas, Varna |
| Eurowings                     | - Agadir-Al Massira, - Alicante-Elche, - Athènes E.-Venizélos, - Barcelone-El Prat, - Belgrade-Nikola-Tesla, - Bergame-Orio al Serio, - Berlin-Brandebourg, - Beyrouth-Rafic Hariri, - Bilbao, - Birmingham, - Bologne-Borgo Panigale, - Bucarest-H. Coandă, - Budapest-Ferenc Liszt, - Catane-Fontanarossa, - Copenhague-Kastrup, - Cracovie-Jean-Paul II - Dresde, - Dublin, - Édimbourg, - Erbil, - Erevan-Zvarnots, - Faro, - Florence-Peretola, - Fuerteventura, - Genève-Cointrin, - Göteborg, - Graz-Thalerhof, - Hambourg-H.-Schmidt, - Ibiza, - Košice (Cassovie)-Barca, - Lanzarote-Arrecife, - Larnaca, - Las Palmas/Gran Canaria, - Lisbonne-H. Delgado, - Londres-Heathrow, - Lyon-Saint-Exupéry, - Madère-C. Ronaldo, - Manchester, - Marsa Alam, - Marseille-Provence - Milan-Malpensa, - Munich-F. J. Strauß, - Naples-Capodichino, - Newcastle, - Nice-Côte d'Azur, - Oslo-Gardermoen, - Palma de Majorque, - Prague-Václav-Havel, - Priština, - Reykjavik-Keflavík, - Rome Léonard-de-Vinci/Fiumicino, - Salzbourg-W. A. Mozart, - Sofia-Vrajdebna, - Split, - Stockholm-Arlanda, - Sylt-Westerland, - Tbilissi-C. Roustavéli, - Ténériffe-Sud Reine Sofia, - Thessalonique-Makedonía, - Tromsø, - Valence, - Venise - Marco Polo, - Vienne-Schwechat, - Wrocław-N. Copernic, - Zagreb-Pleso, - Zurich En saison : - Adana-Sakirpasa, - Bari-Karol Wojtyła, - Bastia-Poretta, - Bergen, - Brindisi Papola/Casale, - Cagliari, - Corfou-I. Kapodístrias, - Dubrovnik, - Héraklion-N. Kazantzákis, - Innsbruck-Kranebitten, - Izmir-A. Menderes, - Jersey, - Kalamata, - Kavala-Alexandre le Grand, - Kittilä, - Kiruna, - Kütahya-Zafer (tr), - Lamezia Terme, - La Palma, - Luleå, - Malaga-Costa del Sol, - Malte, - Marrakech-Ménara, - Minorque-Mahón, - Monastir, - Mykonos, - Newquay Cornouailles, - Olbia-Costa Smeralda, - Porto-F. Sá-Carneiro, - Pula, - Rijeka, - Rhodes-Diagoras, - Rovaniemi, - Sámos-Aristarque, - Samsun-Çarşamba, - Santorin, - Tanger, - Tirana-Mère-Teresa, - Tivat, - Varna, - Vérone - Villafranca, - Vólos, - Zadar, - Zante D.-Solomós |
| Finnair                       | Helsinki-Vantaa |
| FlyErbil                      | Souleimaniye |
| FlyOne                        | Chișinău |
| Freebird Airlines             | En saison: Antalya, Hurghada |
| Iberia                        | Madrid-Barajas |
| Iraqi Airways                 | Bagdad, Erbil |
| ITA Airways                   | Milan-Linate |
| KLM                           | Amsterdam |
| LOT Polish Airlines           | Varsovie-Chopin |
| Lufthansa                     | Francfort, Munich-F. J. Strauß |
| Middle East Airlines          | Beyrouth-Rafic Hariri |
| Nile Air                      | En saison: Le Caire |
| Norwegian Air Shuttle         | Oslo-Gardermoen |
| Nouvelair                     | Djerba-Zarzis, Monastir, Tunis-Carthage |
| Pegasus Airlines              | - Ankara Esenboğa, - Gaziantep-Oğuzeli, - Istanbul-S. Gökçen, - Izmir-A. Menderes, - Kayseri-Erkilet, - Samsun-Çarşamba En saison : Antalya, Kütahya-Zafer (tr) |
| Play                          | En saison: Reykjavik-Keflavík |
| Qatar Airways                 | Doha-Hamad |
| Royal Air Maroc               | En saison : Nador, Oujda-Les Angades |
| Royal Jordanian               | Amman-Reine-Alia |
| Scandinavian Airlines         | Copenhague-Kastrup, Oslo-Gardermoen, Stockholm-Arlanda |
| SkyAlps                       | Bolzano |
| Sky Express                   | Athènes E.-Venizélos |
| SunExpress                    | - Adana-Sakirpasa, - Ankara Esenboğa, - Antalya, - Diyarbakır, - Elâzığ, - Gaziantep-Oğuzeli, - Izmir-A. Menderes, - Kayseri-Erkilet, - Samsun-Çarşamba, - Trabzon/Trébizonde En saison : - Bodrum-Milas, - Dalaman, - Balıkesir Koca Seyit (en), - Eskişehir (en), - Antioche, - Konya, - Kütahya-Zafer (tr), - Malatya Erhaç (tr), - Ordu-Giresun, - Zonguldak (en) |
| Swiss International Air Lines | Zurich |
| Tailwind Airlines             | En saison charter : Antalya |
| TAP Air Portugal              | Lisbonne-H. Delgado |
| TUIfly                        | - Dakar-B. Diagne, - Fuerteventura, - Hurghada, - Lanzarote-Arrecife, - Las Palmas/Gran Canaria, - Marsa Alam, - Rabil, - Sal-A. Cabral, - Ténériffe-Sud Reine Sofia En saison : - Áraxos, - Corfou-I. Kapodístrias, - Dalaman, - Enfidha-Hammamet, - Faro, - Héraklion-N. Kazantzákis, - Ibiza, - Jerez de la Frontera, - Kos, - Larnaca, - Louxor, - Madère-C. Ronaldo, - Minorque-Mahón, - Palma de Majorque, - Rhodes-Diagoras |
| Tunisair                      | Djerba-Zarzis, Monastir, Tunis-Carthage |
| Turkish Airlines              | Istanbul En saison : - Adana-Sakirpasa, - Ankara Esenboğa, - Antalya, - Diyarbakır, - Gaziantep-Oğuzeli, - Izmir-A. Menderes, - Kayseri-Erkilet, - Ordu-Giresun, - Samsun-Çarşamba, - Trabzon/Trébizonde |
| Volotea                       | Bordeaux-Mérignac |
| Vueling                       | Barcelone-El Prat En saison: Florence-Peretola |

Édité le 11/04/2018   Actualisé le 12/03/2023

## Statistiques

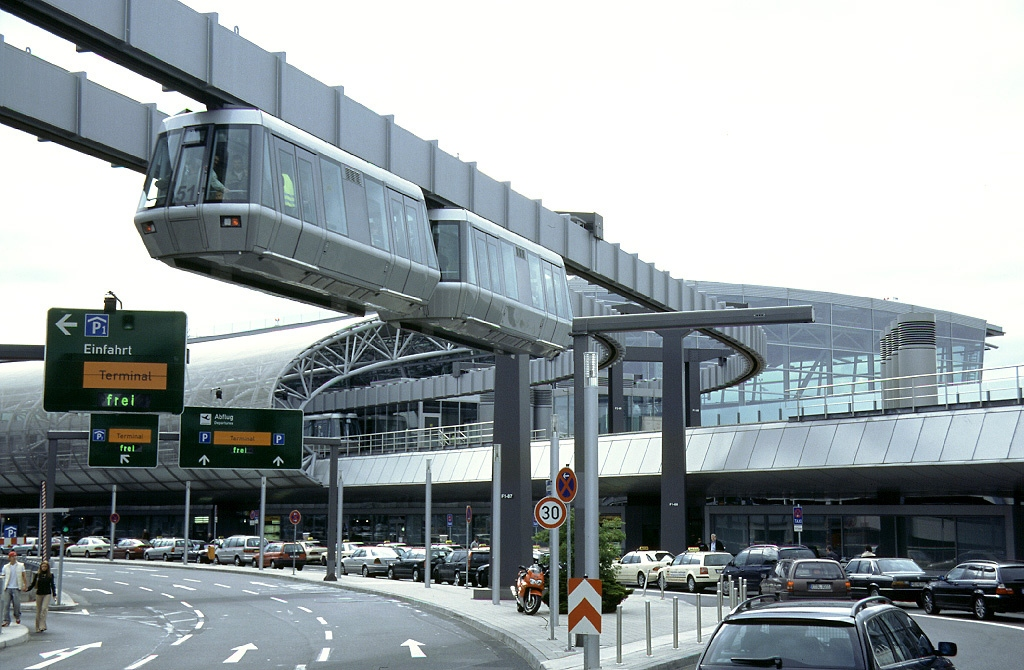
Monorail SkyTrain.

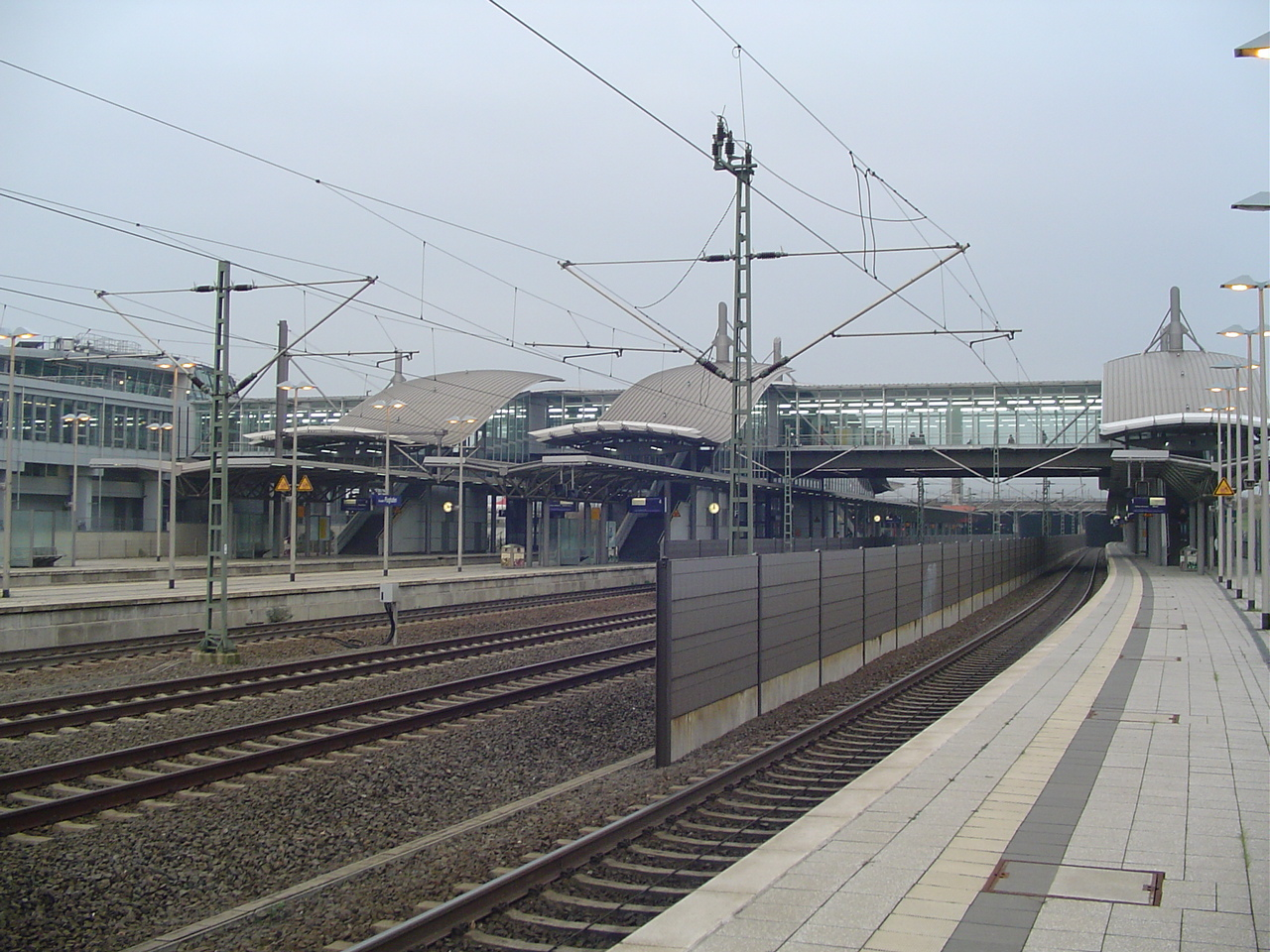
Gare de l'aéroport de Düsseldorf.

### Nombre de passagers
Le graphique qui aurait dû être présenté ici ne peut pas être affiché car il utilise l'ancienne extension Graph, désactivée pour des questions de sécurité. Des indications pour créer un nouveau graphique avec la nouvelle extension Chart sont disponibles ici.

Voir la requête brute et les sources sur Wikidata.
|                                          | Passagers      | Nombre de mouvements | Fret (Tonnes) |
| ---------------------------------------- | -------------- | -------------------- | ------------- |
| 2000                                     | 16,03 millions | 194 016              | 59 361        |
| 2001                                     | 15,40 millions | 193 514              | 51 441        |
| 2002                                     | 14,75 millions | 190 300              | 46 085        |
| 2003                                     | 14,30 millions | 186 159              | 48 419        |
| 2004                                     | 15,26 millions | 200 584              | 86 267        |
| 2005                                     | 15,51 millions | 200 619              | 88 058        |
| 2006                                     | 16,59 millions | 215 481              | 97 000        |
| 2007                                     | 17,83 millions | 227 899              | 89 281        |
| 2008                                     | 18,15 millions | 228 531              | 90 100        |
| 2009                                     | 17,79 millions | 214 024              | 76 916        |
| 2010                                     | 18,98 millions | 215 540              | 87 995        |
| 2011                                     | 20,39 millions | 221 668              | 81 521        |
| 2012                                     | 20,80 millions | 210 298              | 86 820        |
| Source : ADV German Airports Association |                |                      |               |

### Liaisons les plus fréquentées
| Rang 2014 | Ville                                     | Passagers 2012 | Passagers 2014 | Top des compagnies |
| --------- | ----------------------------------------- | -------------- | -------------- | --- |
| 1         | Munich, Allemagne                         | 1 551 503      | 1 526 964      | Air Berlin, Lufthansa |
| 2         | Palma de Majorque, Espagne                | 984 987        | 1 161 993      | Air Berlin, Condor, Lufthansa, TUIfly                                                                                                |
| 3         | Berlin-Tegel                              | 1 012 231      | 1 113 415      | Air Berlin, Eurowings, Lufthansa, Lufthansa CityLine                                                                                 |
| 4         | Londres, Royaume-Uni (tous les aéroports) | 852 981        | 923 346        | Air Berlin, British Airways, EasyJet, Lufthansa                                                                                      |
| 5         | Antalya, Turquie                          | 855 818        | 908 497        | Air Berlin, Condor, Germania, German Sky Airlines, Lufthansa, Pegasus Airlines, Sky Airlines, SunExpress, TUIfly, XL Airways Germany |

## Accès

### Train
La gare de l'aéroport est desservie par des trains ICE et IC/EC qui partent vers de nombreuses destinations en Allemagne (Cologne, Francfort, Hanovre, Berlin...). La ligne Thalys Paris-Nord-Essen dessert aussi la gare.
Plus localement, des trains RE, RB et le S-Bahn Rhin-Ruhr permet de rallier l'aéroport efficacement aux villes des environs (Duisbourg, Essen, Cologne, Dortmund, Oberhausen, Wuppertal...).
Enfin, le trajet entre la gare centrale de Düsseldorf (Düsseldorf Hauptbahnhof) et la gare de l'aéroport prend 8–10 minutes en ICE/IC, RE ou RB et 14 minutes en S-Bahn.

### Voiture
L'aéroport est connecté à la A44 (Belgique-Cassel, sortie Düsseldorf-Flughafen) qui est reliée aux A52, A57 et A3.